# Anna Smidth
Anna Smidth (5. april 1861 i Rønnede – 13. marts 1953 på Frederiksberg) var en dansk porcelænsmaler, søster til arkitekten Philip Smidth.
Hendes forældre var forpagter, kammerråd, senere justitsråd Jens Frederik Julius Beck Smidth og Anna Henriette født Høyer, blev elev af Emilie Mundt og Marie Luplaus tegneskole og var ansat ved Den kgl. Porcelainsfabrik 1885-1915. Smidt blev en af Arnold Krogs første medarbejdere, og hun fik mulighed for at udfolde sig selvstændigt inden for underglasurmaleriet mm. Hun dekorerede vaser og plaketter med landskabs- og blomstermotiver. Hendes værker bærer præg af den japanske inspiration, som Krog havde introduceret. Hun kom 1893 til Tyskland og Norditalien og var desuden på yderligere rejser til Italien.
Hun malede også oliebilleder, navnlig landskaber, med bl.a. motiver fra Italien, Jämtland, Svinkløv og Nordsjælland og bybilleder fra Christianshavn. Hun lavede udkast til forskellige dekorative arbejder (tapeter og gobeliner). Anna Smidth udstillede på Den Nordiske Industri-, Landbrugs- og Kunstudstilling i Kjøbenhavn 1888, på verdensudstillingen i Paris 1889 og verdensudstillingen i Chicago 1893, hvor hun modtog en medalje, på Kvindernes Udstilling 1895, Dänischer Ausstellung i Berlin 1910-11 og på Kvindelige Kunstneres retrospektive Udstilling 1920 og Septemberudstillingerne i 1918 og 1934. 
Hun var ugift.